# Tomás Camarillo
Tomás Camarillo Hierro (Guadalajara, 29 décembre 1879 - Guadalajara, 3 avril 1954) est un photographe, écrivain et réalisateur espagnol.

## Biographie
Issu d'une famille modeste, la mort prématurée de son père l'a forcé à s'installer à Madrid très jeune pour aider la famille. Tomás Camarillo réussit à économiser pour retourner dans son Guadalajara natal et ouvrir un atelier et une boutique photographique.
Les archives photographiques de Camarillo, d'une grande importance ethnographique, au Centre pour la photographie et l'image historique de Guadalajara.

## Expositions
- 1944 : Círculo de Bellas Artes de Madrid

## Source
- (es) Cet article est partiellement ou en totalité issu de l’article de Wikipédia en espagnol intitulé « Tomás Camarillo » (voir la liste des auteurs).